# Helpis kenilworthi
Helpis kenilworthi är en spindelart som beskrevs av Zabka 2002. Helpis kenilworthi ingår i släktet Helpis och familjen hoppspindlar. Inga underarter finns listade i Catalogue of Life.